# دریاچه چیبک-کول
دریاچه چیبک-کول (به لاتین: Lake Cheybek-Kohl) یک دریاچه در روسیه است که در جمهوری آلتای واقع شده‌است.